# Saint-Pierre-de-Rivière

Saint-Pierre-de-Rivière este o comună în departamentul Ariège din sudul Franței. În 1 ianuarie 2022 avea o populație de 676 de locuitori.